# Euphrosyne
Euphrosyne là một chi thực vật có hoa trong họ Cúc (Asteraceae).

## Loài
Chi Euphrosyne gồm các loài: